# Galgenrak
Het Galgenrak is de naam van een waterweg ten zuiden van de plaats Hasselt in de Nederlandse provincie Overijssel.
Het Galgenrak vindt zijn oorsprong ten zuiden van de buurtschap Streukel waar de omleiding van de Dedemsvaart en de Groote Grift samenkomen. Op dat punt aan de Gennerdijk zorgen twee gemalen, het dieselgemaal Streukelerzijl en het elektrisch gemaal Galgenrak voor de afwatering van het achterland via het ruim één kilometerlange Galgenrak op het Zwarte Water. Even ten westen van Streukelerzijl bevindt zich een aftakking van het Galgenrak, die het Varkensgat wordt genoemd.
Langs het Galgenrak bevindt zich de zogenaamde Stenendijk, een monumentale gemetselde zeewering.

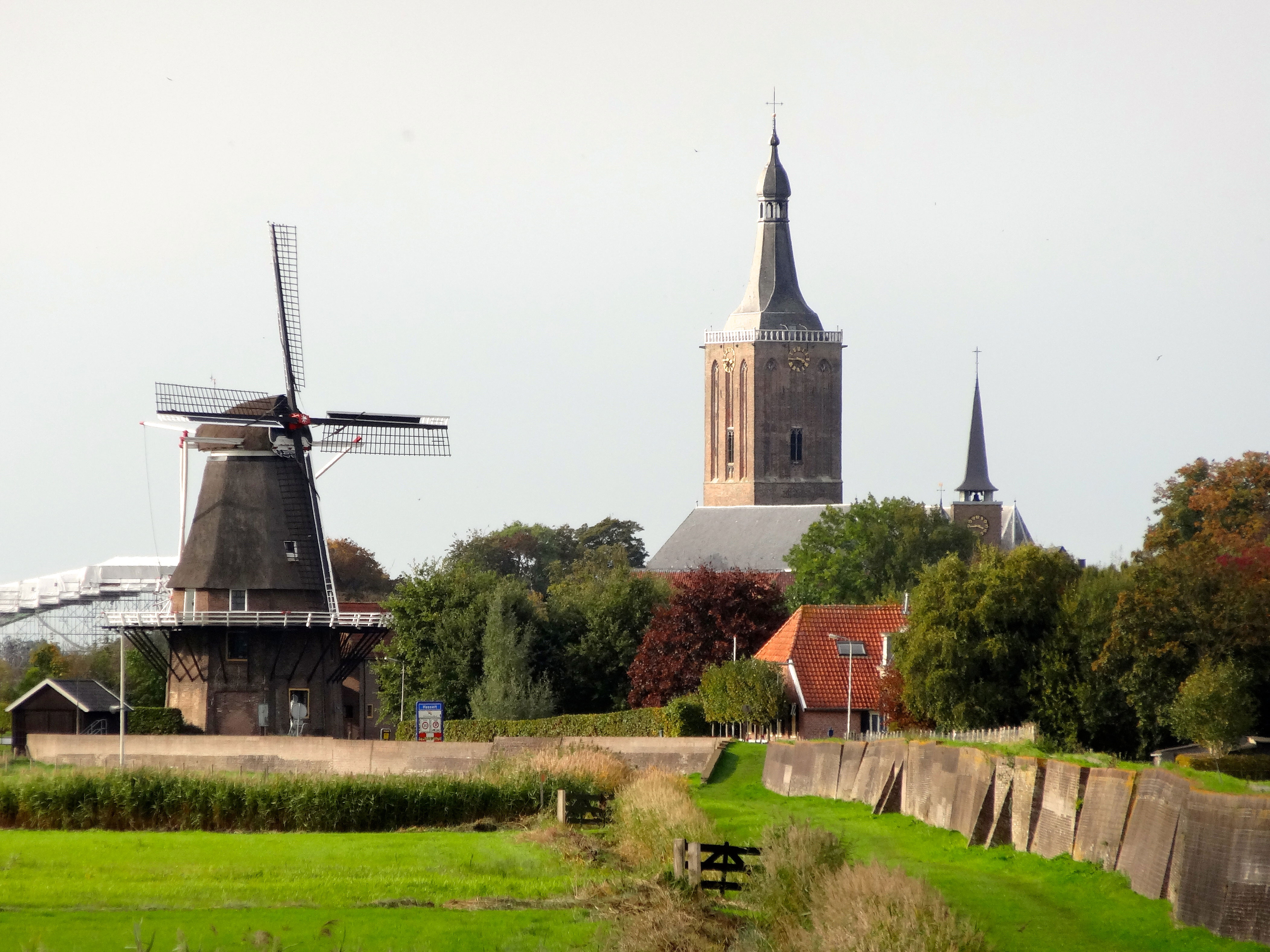
De Stenendijk, langs het Galgenrak, gezien in de richting van Hasselt